# ناحیه ترورو، شهرستان ناکس، ایلینوی
ترورو، شهرستان ناکس، ایلینوی (به انگلیسی: Truro Township, Knox County, Illinois) یک منطقهٔ مسکونی در ایالات متحده آمریکا است که در ایلی‌نوی واقع شده‌است.

## خصوصیات
ترورو ۸۴۰ نفر جمعیت دارد و ۲۱۰ متر بالاتر از سطح دریا واقع شده‌است.